# Anthaster valvulatus
Anthaster valvulatus  (лат.) — многолучевая морская звезда семейства Oreasteridae. Единственный вид рода Anthaster.
Вид является эндемиком Австралии. Морская звезда способна регенерировать потерянные или повреждённые части своего тела.